# Статутна корпорація
Статутна корпорація – це державна організація, створена як статутний орган відповідно до статуту. Їх точний характер залежить від юрисдикції, отже, це статути, які належать уряду або контролюються національним чи субнаціональним урядом у (у деяких випадках мінімальному) обсязі, передбаченому законодавством про створення.
Органи, які англійською мовою описуються як «статутні корпорації», існують у наведених нижче країнах відповідно до пов’язаних описів (якщо надано).

## Австралія
В Австралії статутні корпорації є типом статутних органів влади, створених актами штату або федерального парламенту.

## Німеччина
Статутна корпорація в Німеччині називається Körperschaft des öffentlichen Rechts (KdöR). Прикладом статутної корпорації є Kassenärztliche Vereinigung, організація, що займається наданням амбулаторних медичних послуг у німецькій державі. Інші приклади включають громадські мовники, єврейські громади та християнські церкви, засновані в Німеччині.

## Гонконг
У Гонконзі деякі корпорації зареєстровані згідно із законодавством. Прикладом є залізнична корпорація Kowloon-Canton Railway Corporation, яка володіє мережею залізниць і раніше також була оператором. MTR Corporation Limited також була такою компанією, яка тоді називалася Mass Transit Railway Corporation. Інші приклади включають корпорацію Ocean Park, колишню корпорацію Industrial Estates Corporation і Land Development Corporation.

## Індія
Статутні корпорації — це державні установи, засновані спеціальним актом парламенту. Закон визначає його повноваження та функції, правила та положення, що регулюють його працівників та його відносини з урядовими департаментами.

## Республіка Ірландія
У Республіці Ірландія статутна корпорація – це юридична особа, яка створюється згідно з окремим законом Oireachtas. Очікується, що деякі статутні корпорації працюватимуть так, ніби вони є комерційною компанією (з або без субсидії від казначейства, залежно від того, чи отримають вони прибуток без неї). Такі органи не мають акціонерів, але зазвичай це ради, призначені міністром-спонсором. Положення Законів про компанії зазвичай не застосовуються безпосередньо до таких організацій, хоча їх засновницьке законодавство може визначати подібні вимоги.

## Нідерланди
У Нідерландах термін «державний орган» є загальною назвою для адміністративного поділу всередині голландської держави або деяких інших типів урядових організацій.

## Велика Британія
У Великій Британії статутна корпорація — це корпоративний орган, створений за законом. Зазвичай він не має акціонерів, а його повноваження визначаються парламентським актом, який його створює, і можуть бути змінені пізнішим законодавством. Такі органи часто створювалися для надання державних послуг, наприклад Британська залізниця, Талілінська залізниця, Національна вугільна рада, Поштова корпорація та транспорт Лондона. Інші приклади включають ради округів, Національну асамблею Уельсу. Британську телерадіомовну корпорацію (BBC), Телевізійну корпорацію Channel Four та Управління доставки Олімпійських ігор. Фраза не використовується для опису компанії, яка працює як звичайна компанія, що належить акціонерам, зареєстрована згідно із Законами про компанії.

## Сполучені Штати
На рівні штату муніципальні корпорації та округи часто створюються законодавчими актами. Деякі організації, такі як транзитний район або корпорації спеціального призначення, такі як університет, також створюються за статутом. У деяких штатах місто чи округ можуть бути створені за петицією певної кількості або відсотка виборців чи землевласників ураженої території, що потім спричиняє створення муніципальної корпорації в результаті дотримання відповідного закону. Корпорації, які створюються для більшості інших цілей, зазвичай просто реєструються як будь-яка інша некомерційна корпорація шляхом подання документів до відповідного агентства в рамках створення організації.

## Подальше читання
- Гарно, Бен. Розуміння статутних органів влади та корпорацій у SA Bulletin (Юридичне товариство Південної Австралії), том. 40, № 4, травень 2018: 10, 12. ISSN: 1038-6777.